# Copa Grand Champions femenina
La Copa Grand Champions femenina va ser un torneig de voleibol en categoria femenina que es disputava cada quatre anys, l'any següent dels Jocs Olímpics, entre les seleccions més fortes a nivell mundial. La competició va celebrar-se sempre al Japó.
La copa va ser creada el 1993 després dels canvis produïts en els grans torneigs internacionals organitzats per la FIVB arran de la creació de la Lliga Mundial i el Grand Prix. L'objectiu de la competició fou no deixar cap any sense una competició mundial de la FIVB. Aquest era l'únic torneig que no donava punts pel rànquing mundial del màxim organisme rector.
L'última edició disputada va ser la de 2017. La pandèmia de Covid19 va provocar que els Jocs Olímpics de Tòquio 2020 es disputessin el 2021, provocant que aquell any no se celebrés la Grand Champions. L'any 2023 es va aprovar que el Campionat del Món de voleibol femení passaria a ser bianual, motiu pel qual la Grand Champions va ser descontinuada.

## Sistema de competició
La Copa Grand Champions sempre ha mantingut la mateixa fórmula des de la primera edició:
- La competició es disputa al Japó.
- Hi prenen part sis equips, cinc classificats i un per invitació.
- El Japó sempre es prequalifica com a nació seu.
- Quatre equips es classifiquen com a campions continentals dels continents que han obtingut millor classificació als Jocs Olímpics anteriors.
- La selecció restant es classifica per una wild card donada per la FIVB.
- La competició es desenvolupa en format round robin (tots contra tots).
- La classificació final es calcula pel sistema habitual del voleibol, nombre de victòries, quocient de punts, quocient de sets i enfrontaments directes.

## Historial
| Any  | Seu    | Or              | Argent          | Bronze          |
| ---- | ------ | --------------- | --------------- | --------------- |
| 1993 | Tòquio | Cuba            | R.P. de la Xina | Rússia          |
| 1997 | Tòquio | Rússia          | Cuba            | Brasil          |
| 2001 | Japó   | R.P. de la Xina | Rússia          | Japó            |
| 2005 | Japó   | Brasil          | Estats Units    | R.P. de la Xina |
| 2009 | Japó   | Brasil          | Cuba            | Japó            |
| 2013 | Japó   | Brasil          | Rússia          | Itàlia          |
| 2017 | Japó   | Brasil          | Itàlia          | Iran            |